# Capa germinativa

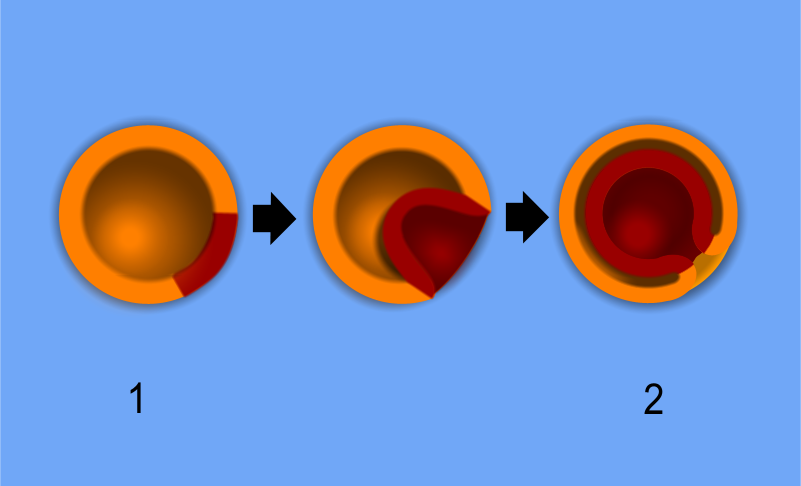
Gastrulació d'un diblàstic: formació de les capes germinals d'una (1) blàstula a una (2) a gàstrula.

S'anomena capa germinativa o capa de teixit primari a cada una de les tres capes de cèl·lules que es diferencien en els embrions dels eumetazous: ectoderma, mesoderma i endoderma. Són estructures temporals, que donaran lloc, en última instància, als teixits i òrgans de l'animal.